# Jean Burias
Pour l'île, voir Burias.
Jean Burias (1927-2016) est un archiviste et historien français.

## Biographie
Fils de Léon Burias, né le 8 juillet 1927 à Angoulême, Jean Burias est archiviste paléographe (promotion 1954).
Il est successivement archiviste en chef, puis directeur des archives départementales de Lot-et-Garonne ; il accède à l'honorariat en 1999.
Il meurt le 13 décembre 2016.

## Ouvrages
- Sites du Lot-et-Garonne, Paris, Nouvelles éditions latines, 1969, 31 p. (BNF 35172335).
- Guide des archives de Lot-et-Garonne, Agen, Archives départementales de Lot-et-Garonne, 1972, 272 p. (BNF 35317816).
- Abbayes, prieurés, commanderies en Lot-et-Garonne, Paris, Nouvelles éditions latines, 1973, 30 p. (BNF 34565009).
- Atlas historique français : le territoire de la France et de quelques pays voisins : Agenais, Condomois, Bruilhois (préf. Robert-Henri Bautier), Paris, Centre national de la recherche scientifique, coll. « Monumenta historiae Galliarum », 1979, 52 p. (BNF 40594095).
- Le Guide des châteaux de France : Lot-et-Garonne, t. XLVII, Paris, Hermé, 1985, 71 p. (ISBN 2-86665-009-3, BNF 34835146).
- Dir. avec Jean-Louis Nembrini, Le Lot-et-Garonne dans la Révolution : 1789-1799, Agen, service éducatif des Archives départementales du Lot-et-Garonne, 1989, 286 p. (BNF 35043635).

## Récompenses et distinctions

### Prix
- Prix du Président-de-Montégut-Lamorélie 1954[3].

### Décorations
- Chevalier de l'ordre national du Mérite (1975)[1].
- Officier de l'ordre des Palmes académiques (1978)[1].
- Officier de l'ordre des Arts et des Lettres (1984)[1].